# Trésor de Saint-Germain-lès-Arpajon
Le trésor de Saint-Germain-lès-Arpajon est la découverte en 2008 d'une cache de monnaies romaines de billion du IIIe siècle à Saint-Germain-lès-Arpajon dans l'Essonne. Ce trésor remarquable par son volume, presque trente-quatre mille monnaies, a été étudié en détail.

## Découverte

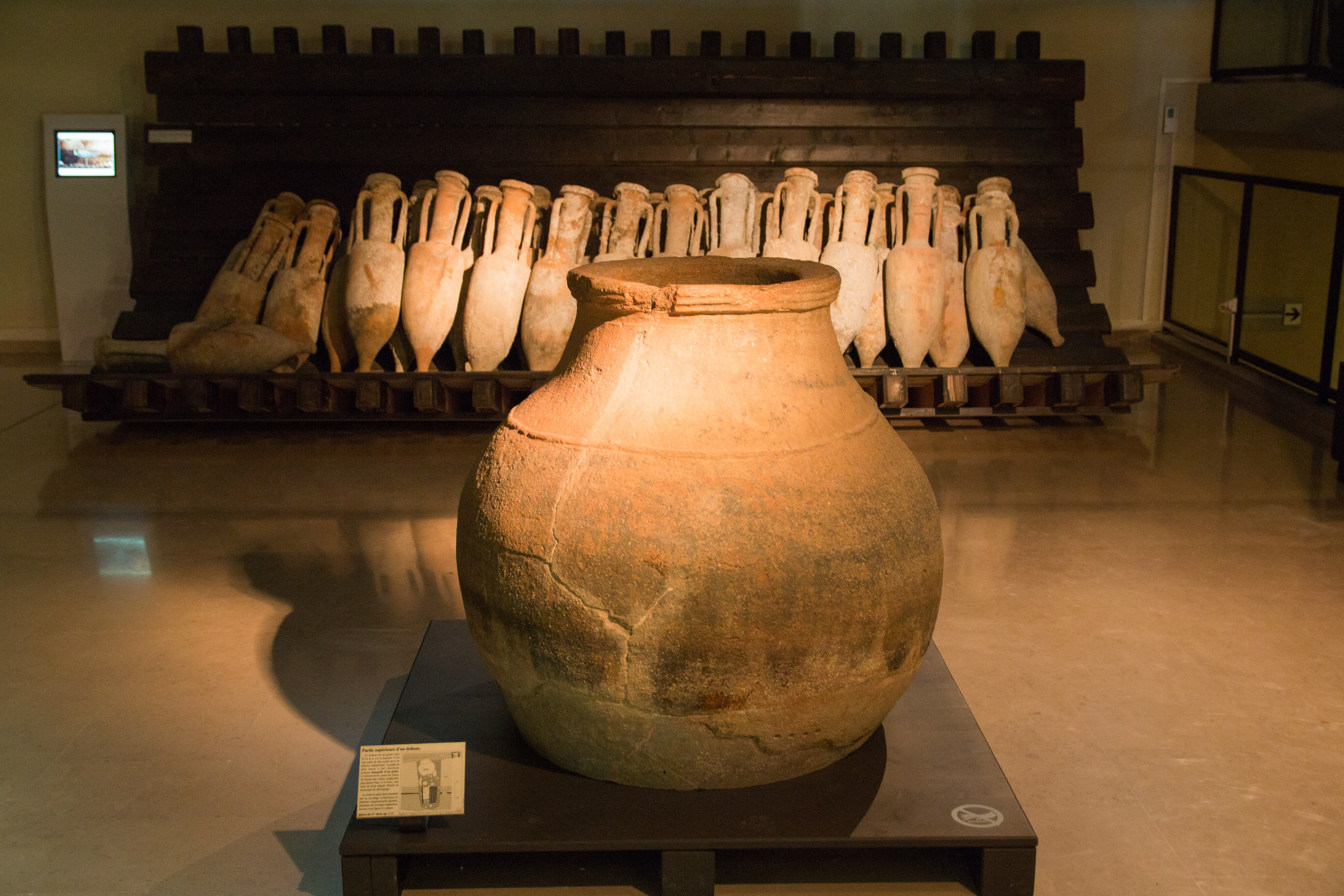
Une poterie romaine du type dolium.

Peu après avoir acheté une maison à Saint-Germain-lès-Arpajon, les propriétaires procèdent à des terrassements dans le jardin à l'automne 2008. À quarante centimètres de profondeur, ils découvrent une céramique brisée contenant environ quinze mille petites monnaies romaines. Après la déclaration de la découverte, le site est sécurisé et une seconde céramique est trouvée à côté de la première et cette fois intacte. Elle contient la seconde moitié du trésor. La nouvelle apparaît dans la presse le 28 novembre 2008.

## Description

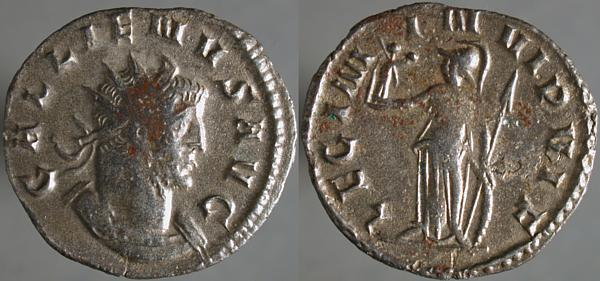
Un antoninien de Gallien semblable à ceux du trésor.

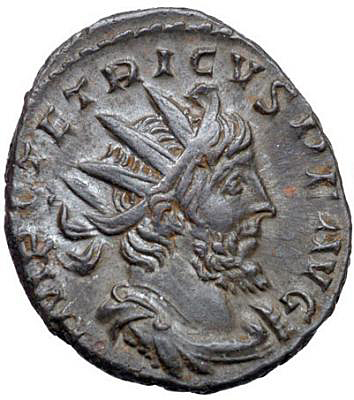
Un antoninien de Tetricus Ier semblable à ceux du trésor.

Les monnaies ont été étudiées par les services de la Direction régionale des Affaires culturelles d'Île-de-France. La seconde poterie qui avait été prélevée sur le site avec sa motte de terre a été analysée en laboratoire avec une étude de la stratigraphie des monnaies qui ont été ensuite restaurées par le département des monnaies, médailles et antiques de la Bibliothèque nationale de France.
Au total, ce sont 33 858 monnaies qui constituaient le trésor, pour un poids total d'environ 100 kg. La quasi-totalité des monnaies sont des antoniniens de Gallien (empereur de Rome de 253 à 268) et de Claude II le Gothique (empereur de Rome de 268 à 270) pour un quart, et des usurpateurs empereurs des Gaules, Victorin (260 à 274) et Tetricus Ier (271 à 274) pour les trois autres quarts, lors de la période troublée appelée Les Trente Tyrans et quelques autres émissions de la même période en moins grand nombre. Les monnaies les plus récentes étant celles de Probus régnant en 281. Ce qui permet de dater le dépôt des dernières années du IIIe siècle

## Interprétation historique
L'antoninien est une monnaie de faible valeur, originellement en argent bas-titre (billion), qui n'a cessé de se dévaluer depuis sa création en 215. À la fin du IIIe siècle, il ne contenait presque plus d'argent remplacé par le cuivre et était parfois simplement argenté en surface. La période des empereur gaulois est très troublée et  sous la menace des raids de pillage germaniques. La confiance en la monnaie devient très faible ce qui incite à constituer des amas de pièces pour lutter contre l'inflation et les émissions de plus en plus frelatées. De nombreux trésors d'un nombre important d'antoniniens de cette époque ont été retrouvés en Gaule : 
- le trésor d'Évreux, découvert en 1885, 340 kg de monnaies romaines, il comporte environ 110 000 antoniniens, dont environ 15 500 antoniniens à l'effigie de l'empereur Gallien[5].
- le trésor d'Eauze, découvert en 1985, 28 003 monnaies romaines d’argent ou de billon réparties en 4 706 deniers et 23 297 antoniniens
- le trésor des Authieux, comporte 1084 antoniniens, 6 deniers, 1 aureus et 3 bagues en argent de la fin du IIIe siècle[6]. Exposé à la Monnaie de Paris.
- le trésor de Pannecé (Loire-Atlantique), découvert en 2002[7] et composé de 41 000 antoniniens en majorité de Tetricus Ier[8]. Le trésor est visible au musée Dobré à Nantes[9].

Le trésor de Saint-Germain-lès-Arpajon s'inscrit donc dans la liste des plus importants trésors découverts en France et a pu bénéficier d'une étude complète publiée en 2020. Peu de trésors enfouis ont pu être étudiés avec cette minutie, à l'instar du trésor de Saint-Germain-de-Varreville, découvert en 2011, qui illustre cette méthode archéologique.